# Georges IX (roi de Karthli)
Georges IX de Karthli (en géorgien : გიორგი IX, Giorgi IX) est roi de Karthli de 1526 à 1534.

## Biographie
Second fils du roi Constantin II de Géorgie, il devient roi après l'abdication de son frère aîné David X en 1526. Il règne jusqu'à sa propre abdication en 1534, lorsqu'il devient moine lui aussi, après son frère, sous le nom de Gérasime. Il meurt après 1540.
On ne lui connaît ni union ni descendance.

## Sources
- Cyrille Toumanoff, Les dynasties de la Caucasie chrétienne de l'Antiquité jusqu'au XIXe siècle : Tables généalogiques et chronologiques, Rome, 1990, p. 141 et 526.
- Marie-Félicité Brosset, Histoire de la Géorgie. Livraison II : Histoire moderne de la Géorgie, réédition Adamant Media Corporation  (ISBN 0543944808), p. 24 à 27.